# Горагорский
Горагорский (чечен. ТIеман-Борзе) — посёлок в Надтеречном районе Чечни. Административный центр Горагорского сельского поселения.

## География

Горагорское сельское поселение на карте Надтеречного района

Посёлок расположен в 20 км к югу от районного центра — Знаменское и в 53 км к северо-западу от города Грозного на холмах Терского хребта.
Ближайшие населённые пункты: на севере — село и Калаус, на северо-востоке — Орлиное, на северо-западе — село Комарово, на юго-востоке — сёла Майский и Бартхой, на юго-западе — село Новый Редант (Ингушетия).
Населённый пункт делится на Старый Горагорск и Новый Горагорск.

## История
В 1939 году населённый пункт при нефтерпромысле Гора-Горская получил статус рабочего поселка и название Горский. На месте Горагорск находился хутор Чуьчин кӏотар, хутор был полностью уничтожен. После войны переименован в посёлок городского типа Горагорский.
С 1944 по 1951 года — центр Горагорского района Грозненской области.
В 2009 году преобразован в сельский населённый пункт.

## Население
| 1939  | 1959  | 1970  | 1979  | 1989  | 2002  | 2010  |
| ----- | ----- | ----- | ----- | ----- | ----- | ----- |
| 2691  | ↗5171 | ↗8165 | ↘5207 | ↘4364 | ↗4773 | ↘4668 |
| 2012  | 2013  | 2014  | 2015  | 2016  | 2017  | 2018  |
| ↗4939 | ↗5089 | ↗5213 | ↗5302 | ↗5390 | ↗5415 | ↗5523 |
| 2019  | 2020  | 2021  | 2023  | 2024  |       |       |
| ↗5659 | ↗5727 | ↘4746 | ↗4819 | ↗4824 |       |       |

Национальный состав
По данным Всероссийской переписи населения 2010 года:
| Народ   | Численность, чел. | Доля от всего населения, % |
| ------- | ----------------- | -------------------------- |
| чеченцы | 4594              | 98,41 %                    |
| другие  | 74                | 1,59 %                     |
| всего   | 4668              | 100,00 %                   |